# 代表作
代表作（英語：masterpiece）是最能體現某個人物風格的作品。代表作往往指代具有文化、娛樂吸引力的作品，如小說、散文、歌曲、電影、電視劇集，又或者某段對白、歌詞、名句名言、動作、技能......

## 定義
代表作必需使觀衆印象深刻或者受到歡迎，並能使觀衆將某人與其作品聯想在一起，而且在多年後仍被人們作為經典，例：粵語流行曲分水嶺及開山鼻祖《啼笑因緣》、香港本土名曲《獅子山下》、膾炙人口的大中華金曲《上海灘》等等。因此如果一個作品不受歡迎，那它自然不能成為代表作。或者即使當時很歡迎，而數年後已經無人知曉，也不能視為作表作。所以並非任何作品都能作為一個人的代表作，而一個人也不可能有無數的代表作。

## 意義
代表作對某一個人（如演員、歌手、作家）來說意義重大。一個人的成功往往從「第一個代表作」開始，但代表作未必會得到所有人認同或當時無人認同，要到多年后才被認定為代表作。代表作也奠定某個人的風格方向，以後的作品會經常受到他的代表作的影響。